# 市村咸人
市村 咸人（いちむら みなと、 1878年1月2日 - 1963年11月28日）は日本の郷土史家、教育者。

## 人物
長野県下伊那郡米川村（現飯田市）生まれ。1902年長野県師範学校講習課修了後、県下の小学校等で教諭を歴任し、1919年山本尋常小学校の校長に就任。1921年から1932年まで旧制飯田高等女学校の教諭を務めた。
1912年に下伊那郡役所から松尾多勢子に関する研究を嘱託されたのを皮切りに、長野県や県下各教育会の依頼を受けて、史論の執筆や調査研究に従事し、「信濃史料」「伊那史料叢書」「長野県史」「下伊那史」等の編纂に携わる傍ら、飯田図書館副館長を務めた。研究対象は考古学、史跡、建築、仏教美術等、多岐にわたる。実証的批判に基づいた高水準の地方史研究の功績が認められ、1960年に紫綬褒章を受章。全集に「市村咸人全集」全12巻があり、蔵書約4800冊が「市村文庫」として下伊那教育会に寄贈された。
演劇研究者の河竹繁俊は実弟。